# 庆城镇
庆城镇，是中华人民共和国甘肃省庆阳市庆城县下辖的一个乡镇级行政单位。区域面积109.73平方千米。

## 行政区划
北街社区、南街社区、北关社区、凤北社区、庆北社区、田城社区、封家洞村、药王洞村、莲池村、西塬村、十里坪村、店子坪村、教子川村、五里坡村、东王塬村和周祖森林公园生活区。